# Кінний спорт на літніх Олімпійських іграх 1900
На літніх Олімпійських іграх 1900 року було проведенно п'ять змагань з кінного спорту. Підрахунок кількості учасників ускладнений тим, що вершник може брати участь у змаганнях кілька разів на різних конях. П’ять країн змагалися в олімпійських змаганнях зі стрибків, ще три (Німеччина, Іспанія та Австрія) – у двох змаганнях з водіння. Ельвіра Герра, а також француженка «Мулен», ім’я якої невідоме брали участь у змаганнях з хакс та хантер.

## Медалі

### Таблиця медалей
Легенда
      Країна-господар (Франція)
| Місце             | Країна            |   |   |   | Усього |
| ----------------- | ----------------- | - | - | - | ------ |
| 1                 | Бельгія (BEL)     | 3 | 1 | 1 | 5      |
| 2                 | Франція (FRA)     | 2 | 2 | 4 | 8      |
| 3                 | Італія (ITA)      | 1 | 1 | 0 | 2      |
| Усього (3 країни) | Усього (3 країни) | 6 | 4 | 5 | 15     |

### Медалі за дисциплінами
| Дисципліни        | Золото                                               | Золото   | Срібло                          | Срібло      | Бронза                             | Бронза   |
| ----------------- | ---------------------------------------------------- | -------- | ------------------------------- | ----------- | ---------------------------------- | -------- |
| Конкур            | Еме Хагеман (BEL)                                    | 2:16,0   | Жорж ван дер Поеле (BEL)        | 2:17,6      | Луї де Шамсавен (FRA)              | 2:26,0   |
| Стрибки у висоту  | Домінік Гардер (FRA) Джованні Джорджо Тріссіно (ITA) | 1,85 м   | Без нагород                     | Без нагород | Жорж ван дер Поеле (BEL)           | 1,70 м   |
| Стрибки у довжину | Констант ван Лангендонк (BEL)                        | 6,10 м   | Джованні Джорджо Тріссіно (ITA) | 5,70 м      | П'єр де Бельгард (FRA)             | 5,30 м   |
| Хакс та хантер    | Луї Наполеон Мюрат (FRA)                             | Невідомо | Віктор Арченуль (FRA)           | Невідомо    | Роберт де Монтеск’ю-Фезенсак (FRA) | Невідомо |
| Почтові перегони  | Жорж Нагельмакерс (BEL)                              | Невідомо | Леон Том (FRA)                  | Невідомо    | Жан де Нефліз (FRA)                | Невідомо |

## Країни що брали участь
Приблизно 60 вершників з 6 країн змагалися на Паризьких Іграх:
- Австрія (AUT) (2)
- Бельгія (BEL) (15)
- Велика Британія (GBR) (1)
- Німеччина (GER) (1)
- Російська імперія (RU1) (2)
- США (USA) (1)
- Франція (FRA) (39)
- Іспанія (ESP) (1)
- Італія (ITA) (3)